# Le Réveil du dimanche
Pour plus de détails, voir Fiche technique et Distribution.
Le Réveil du dimanche (Κυριακάτικο ξύπνημα (Kyriakátiko xýpnima)) est le premier film réalisé par Michael Cacoyannis et sorti en Grèce en 1954. Il fut présenté au Festival de Cannes 1954.
Film produit par la société gréco-égyptienne de Sotiris Milas (la Milas Film), il fut tourné dans les deux pays : les intérieurs dans les studios Milas lors d'une tournée des acteurs Lambetti et Horn en Égypte et les extérieurs à Athènes.
Le film est inspiré des comédies néoréalistes italiennes (comme Dimanche d'août de Luciano Emmer) mais aussi de celles d'Ernst Lubitsch ou René Clair.

## Synopsis
À Athènes, un billet de loterie volé entraîne une histoire d'amour agitée entre un compositeur désargenté et une femme forte.

## Fiche technique
- Titre : Le Réveil du dimanche
- Titre original : Κυριακάτικο ξύπνημα (Kyriakatiko xypnima)
- Réalisation : Michael Cacoyannis
- Scénario : Michael Cacoyannis
- Production : Milas Film
- Directeur de la photographie : Alevise Orfanelli
- Montage : Michael Cacoyannis
- Direction artistique : Yannis Tsarouchis
- Pays d'origine : Grèce
- Format : Noir et blanc
- Durée : 90 minutes
- Date de sortie : 1954 au cinéma

## Acteurs
- Ellie Lambeti : Mina Labrinou
- Dimítris Horn : Alexis
- Giorgos Pappas (el) : Pavlos
- Tassó Kavadía : Liza
- Margarita Papageorgiou : Irini
- Sapfo Notara (en) : Miss Ketty
- Theano Ioannidou
- Hrysoula Pateraki
- Kiki Persi
- Thanássis Véngos

## Distinctions
Le film a été présenté en sélection officielle en compétition au Festival de Cannes 1954.